# Celo & Abdi
Celo & Abdi (oft stilisiert als Ćelo & Abdï, auch Celo 385 & Abdi Süd) ist ein deutsches Rap-Duo aus Frankfurt am Main.

## Geschichte
Celo (bürgerlich Erol Huseinćehajić, * 15. Januar 1982 in Frankfurt am Main) ist Sohn bosnischer Einwanderer. Er wuchs im Stadtteil Bornheim auf. Nach Beendigung seines Fachabiturs ging er verschiedenen Nebenjobs nach, unter anderem war er in einem Callcenter beschäftigt, wo er Abdi kennenlernte. 2006 begann Celo (ćelo, ćelav, bosnisch für Glatzkopf), eigene Raptexte zu verfassen.
Abdi (bürgerlich Abderrahim el Ommali, * 7. August 1987 in Frankfurt am Main) ist ein Sohn marokkanischer Einwanderer. 1990 zog seine Familie in die Siedlung Goldstein. 2003 begann er – inspiriert durch amerikanische Rapper wie Eazy-E, Tupac Shakur oder Mobb Deep –, mit dem Schreiben eigener Raptexte, die er auch auf regionalen Rapbattles vortrug.
2008 lernten sich die Musiker bei der gemeinsamen Tätigkeit als Callcenter-Angestellte kennen. 2009 nahmen sie die Arbeiten an ihrem ersten Mixtape namens Mietwagentape auf, das im Januar 2011 als kostenfreier Download im Internet veröffentlicht wurde. Diese Produktion wurde zum Juice Homegrown Tape des Monats gewählt und später zum Tape des Jahres. Die positiven Resonanzen führten zu einer überregionalen Bekanntheit sowie einem Plattenvertrag beim Label Azzlackz des Offenbacher Rappers Haftbefehl. Nachdem unter anderem der Song Besuchstag als Videoauskopplung veröffentlicht worden war, erschien im Mai 2012 ihr erstes Album Hinterhofjargon, welches Platz 8 der deutschen Album-Charts belegte. Ende Juni 2014 folgte das zweite Album Akupunktur, mit welchem sie in die Top 3 der Albumcharts einsteigen konnten. 2014 hatten die beiden Rapper einen Gastauftritt als Autohändler in der deutschen Komödie 3 Türken und ein Baby.
Ihr drittes Studioalbum Bonchance veröffentlichten Celo und Abdi am 12. Juni 2015 und konnten damit Platz 8 der deutschen Album-Charts erreichen. Das vierte Album mit dem Namen Diaspora folgte am 27. November 2017 und erreichte Platz 11 in den Charts.
Ihr fünftes Studioalbum namens Mietwagentape 2, das bereits für 2019 angekündigt wurde, erschien nach mehreren Verschiebungen am 8. Januar 2021. Das Album knüpft nicht nur thematisch an das zehn Jahre zuvor veröffentlichte Mietwagentape an, sondern beinhaltet auch eine Vielzahl an Referenzen auf alte Songs. Auf dem Album sind zahlreiche Gastparts zu finden, u. a. von Azad, Olexesh, Nimo, Hanybal und Bonez MC. Es erreichte Platz 3 in den deutschen Albumcharts. Am 25. Juli 2024 erschien ihr sechstes Album Duo Numero Uno.

## Eigenes Label
Celo & Abdi besitzen ein eigenes Label, welches den Namen 385idéal trägt. Zum Roster des Labels gehören neben dem ukrainischstämmigen Rapper Olexesh und dem Stuttgarter Rapper Nimo auch die Rapper Schubi AKpella, Krime und Amo. Auch der als ehemaliger Teil von Azads Crew Warheit bekannte Rapper Chaker, der zuvor auch Azads Label Bozz Music angehörte, stand zeitweise bei 385idéal unter Vertrag.
Die beiden Rapper waren bis 2020 beim Label Azzlackz des Rappers Haftbefehl unter Vertrag, seitdem veröffentlichen sie ihre eigene Musik über 385idéal.

## Stil
Charakteristisch für Celo und Abdi sind Schilderungen aus dem Frankfurter bzw. europäischen Kriminellenmilieu, so werden beispielsweise Drogendeals, Produktionsprozesse zur Rauschgiftherstellung und die Flucht vor der Polizei in ihren Texten behandelt. Außerdem sind beide Rapper fußballinteressiert, weshalb häufig Referenzen zu Fußballspielern und -vereinen in ihren Raptexten zu finden sind. Weiterhin bringen beide regelmäßig popkulturelle und mediengeschichtliche Bezüge ein. Der Aspekt einer polarisierten Geschlechterordnung, in der Frauen entweder als überhöhte Mütter oder verfügbare Sexobjekte dargestellt werden, läuft ungebrochen mit und ist Gegenstand mehrerer monothematischer Lieder (Frauen, Multiplo Orgasmo).
Besonders in späteren Alben thematisieren die beiden vermehrt Migrationserfahrungen und üben Sozial- und Kapitalismuskritik aus randständiger Position. Der Song Diaspora, Titeltrack des gleichnamigen Albums, behandelt etwa die Auswanderungsgeschichte ihrer Familien und das Gefühl der Heimatlosigkeit als Resultat des Aufwachsens zwischen zwei Kulturen. Abdi, der auf Diaspora rappt „Auf die Frage, ob ich Deutscher bin, kann ich nur sagen, dass ich jedem Falle gerne in Deutschland bin“, bezeichnet sich wie auch Celo in erster Linie als Frankfurter und erst in zweiter Linie als Kind ausländischer Einwanderer. Dieser starke Lokalpatriotismus äußert sich auch in den Texten des Duos und zeichnet sich dabei nicht nur durch Songs ab, die sich mit dem Leben in der Stadt beschäftigen (z. B. Unsere Stadt), sondern auch durch die häufigen Referenzen auf Straßen und Stadtteile Frankfurts, die sich durch ihre Diskografie ziehen.
Während Celo einen sehr durchdachten und routinierten Flow und Sprechrhythmus besitzt, zeichnet sich Abdi besonders durch extraordinäre Betonungen und eine spezielle und ungewöhnliche Reimstruktur aus. Zu seinen hervorstechendsten und in dieser Form einzigartigen Stilmitteln zählt der über mehrere Zeilen ausgedehnte Schachtelsatz. Der lyrische Stil ist oft geprägt von variierten Grundmotiven: Ein mustergültiger Part von Abdi könnte etwa Referenzen auf Drogenhandel, teure Autos und Luxusmarken sowie Bezüge auf Fußball, Schusswaffen und Prostitution umfassen. Die Zusammenschau dieser Elemente ergibt eine männliche Selbsthervorbringungsfantasie, deren symbolisches Gravitationszentrum offenbar das Drogenmilieu ist. Im Gegensatz zur wieder und wieder erzählten Abdrift in die Halbwelt steht die wiederkehrende Warnung an das Publikum, bewusst einen anderen Lebensweg zu wählen und Suchtgefahren zu meiden, wie sie zum Beispiel Thema des Songs Algorhythmus ist.
Celo und Abdi verwenden in ihren Texten zahlreiche Lehnwörter aus Fremdsprachen, etwa aus dem Arabischen, Kurdischen, Bosnischen, Türkischen, Französischen oder Spanischen, sowie häufig Slang-Begriffe aus dem Drogenmilieu. Laut FAZ führen sie Rap mit ihren Texten, die sich dem multikulturellen Wortschatz der Straße bedienen, auf einen seiner Ursprünge zurück, eine „Ausdrucksform benachteiligter Randgruppen“. Die beiden Rapper trugen maßgeblich zur Popularisierung dieser Sprachdurchmischung im Deutschrap und der Jugendsprache bei und haben laut eines Artikels der Zeit „die Sprache der deutschen Rapmusik geprägt“.

## Kritik
Zusammen mit ihrem Labelchef Haftbefehl wurde Celo und Abdi in einem Artikel der Welt Antisemitismus in ihren Texten vorgeworfen, der sich hinter einer antizionistischen Selbstdarstellung verberge. So wurde beispielsweise die Zeile „385idéal, der Rest ist fehl am Ort wie Semitismus im Block von Feyenoord“ aus dem Song Wettskandal von 2009 kritisiert. Beide erklärten sich solidarisch mit Palästina. Celo bezeichnete die Vorwürfe in einem Interview als „Quatsch“. Kritik an Israel würde sich auf den Staat beschränken und nicht auf eine Glaubensrichtung ausgedehnt. Vielmehr hätten seiner Meinung nach „sowohl Israelis und Palästinenser das Recht auf einen eigenen Staat“. Problematisch sei laut Spex auch der Text zu La Révolution, in dem Celo und Abdi die Textzeilen „Ich bin am Kiffen und ziel auf Abgeordnete / mit der Pumpgun und fordere Freiheit für Akhis in Falastin / Bundeswehrtruppen sollen aus Bagdad abziehn“ rappen. Als Rechtfertigung gaben sie an, dass man gerne mit Klischees spiele und „den einen oder anderen derben Spruch darüber“ machen würde, man im Grunde aber in Frankfurt „weltoffener und multikultureller“ als beispielsweise in Berlin sei.
Im Jahr 2018 starteten die beiden Rapper eine Initiative, in der sie ihre Fans dazu aufriefen, sich gegen Rassismus starkzumachen und bei der Landtagswahl in Hessen 2018 wählen zu gehen, um einen Einzug der AfD in den Landtag zu verhindern. In einem Interview begründete Abdi das Engagement damit, dass man in den Kampf gegen Rassismus „eingreifen und aktiv werden“ will. Der Initiative schlossen sich weitere Rapper, etwa Olexesh und Nimo, an.

## Diskografie
Studioalben

| Jahr | Titel Musiklabel         | Höchstplatzierung, Gesamtwochen, AuszeichnungChartplatzierungen (Jahr, Titel, Musiklabel, Platzierungen, Wochen, Auszeichnungen, Anmerkungen) | Höchstplatzierung, Gesamtwochen, AuszeichnungChartplatzierungen (Jahr, Titel, Musiklabel, Platzierungen, Wochen, Auszeichnungen, Anmerkungen) | Höchstplatzierung, Gesamtwochen, AuszeichnungChartplatzierungen (Jahr, Titel, Musiklabel, Platzierungen, Wochen, Auszeichnungen, Anmerkungen) | Anmerkungen                            |
| Jahr | Titel Musiklabel         | DE | AT | CH | Anmerkungen                            |
| ---- | ------------------------ | --- | --- | --- | -------------------------------------- |
| 2012 | Hinterhofjargon Azzlackz | DE8 (2 Wo.)DE | AT29 (1 Wo.)AT | CH13 (2 Wo.)CH | Erstveröffentlichung: 25. Mai 2012     |
| 2014 | Akupunktur Azzlackz      | DE3 (4 Wo.)DE | AT14 (1 Wo.)AT | CH10 (3 Wo.)CH | Erstveröffentlichung: 6. Juni 2014     |
| 2015 | Bonchance Azzlackz       | DE8 (3 Wo.)DE | AT15 (1 Wo.)AT | CH7 (3 Wo.)CH | Erstveröffentlichung: 12. Juni 2015    |
| 2017 | Diaspora Azzlackz        | DE11 (2 Wo.)DE | AT54 (1 Wo.)AT | CH30 (1 Wo.)CH | Erstveröffentlichung: 27. Oktober 2017 |
| 2021 | Mietwagentape 2 385idéal | DE3 (2 Wo.)DE | AT34 (1 Wo.)AT | CH32 (1 Wo.)CH | Erstveröffentlichung: 8. Januar 2021   |
| 2024 | Duo Numero Uno 385idéal  | DE14 (1 Wo.)DE | — | — | Erstveröffentlichung: 25. Juli 2024    |

## Auszeichnungen
Hiphop.de Awards
- 2011: „Bestes Mixtape national“ für Mietwagentape[20]
- 2012: „Wort des Jahres“ für Rrrrasiert[21]
- 2020: „Beste Gruppe national“[22]

AggroTV
- „Aggro Gold“ für HDF 207
- „Aggro Gold“ für HDF 221